# Adam von Weyher
Adam (von) Weyher (Weiher) (død 14. oktober 1676 på Boserup ved Engelholm) var en officer i svensk, tysk og dansk tjeneste og arveherre til de pommerske godser Parlin, Mulckentin og Cummerow, far til Carl Philip von Weyher.

## I svensk tjeneste
Han var vistnok en søn af Jacob (von) Weyher til Parlin og Mulckentin. Under religionskrigene i midten af det 17. århundrede indtrådte han i den svenske hær, var 1656 avanceret til oberst og lå i maj samme år som kommandant i Warschau under Arvid Wittenberg. Da fæstningen 21. juni måtte kapitulere til kong Johan Casimir, faldt Weyher i polsk krigsfangenskab, men må dog snart være blevet udvekslet, thi under Carl Gustavs tog op i Jylland i august 1657 førte han som oberst et dragonregiment og deltog med dette i stormen på Frederiksodde 20. oktober 1657. Efter fredsbruddet 1658 lå han, som da var avanceret til generalmajor, under Pfalzgreven af Sulzbach på Fyn og blev 31. maj 1659 kastet tilbage fra Fænø af den kejserlige general Raimondo Montecuccoli. Under slaget ved Nyborg 14. november 1659 kommanderede han i centrum under Gustaf Otto Stenbock og faldt ved Nyborgs kapitulation i dansk krigsfangenskab.

## I tysk og dansk tjeneste
Efter freden i København gik Weyher i braunschweigisk-lüneburgsk tjeneste, hvorfra han i 1673 På foranledning af feltherren Hans Schack indkaldtes til Danmark, udnævntes til general af infanteriet samt guvernør i Holsten og fik 3. september det forhen af Henrik Ruse kommanderede hvervede infanteriregiment. 1674 blev han dekoreret med Dannebrogordenen og udnævntes, da Danmark mobiliserede i anledning af krigen med Sverige, til feltmarskal-løjtnant; han førte under Christian V's overbefaling den danske hær under felttoget i Tyskland og belejringen af Wismar i efteråret 1675. Da Christian V i 1676 forlagde krigsskuepladsen til Skåne, kommanderede Weyher under overfeltherren, hertug Johan Adolf af Plön, og deltog i hele sommerfelttoget, men da armeen i efteråret lå koncentreret i Vestskåne, døde Adam Weyher 14. oktober 1676 på Boserup ved Engelholm. Han var gift med Catharina baronesse Khevenhüller.